# Tak (plant)
Een tak is een onderdeel van planten (bomen, struiken, maar ook mossen). De term tak wordt meestal ter onderscheid gebruikt als er ook sprake is van een hoofdstengel of -stam. Soms is er geen stam onderscheidbaar en spreekt men toch van takken.

## Mossen
Hoewel bij mossen de plant niet de sporofyt maar de gametofyt is, onderscheidt men hier ook stengels, takken en bladen. Deze zijn echter niet homoloog met de structuren met dezelfde naam bij de zaadplanten.
Bij veenmossen en bij slaapmossen is er een duidelijk verschil tussen stengels en takken. De takken kunnen bij sommige soorten nog verder vertakt zijn. Zo zijn glanzend etagemos en thujamos drievoudig ("driedubbel") vertakt. Bij boompjesmos is een horizontaal groeiende "stengel", die overgaat in een rechtopstaand deel. Bovenaan vertakt het mos zich en een groot aantal takken, waardoor het zijn kenmerkende boompjesvorm krijgt.

Vertakte mossen
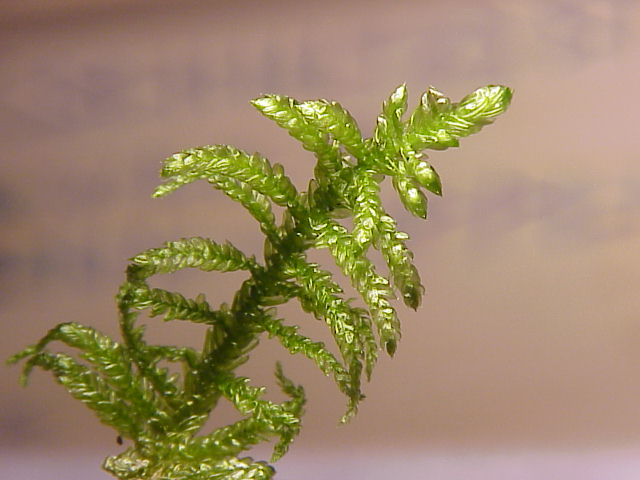
Groot laddermos
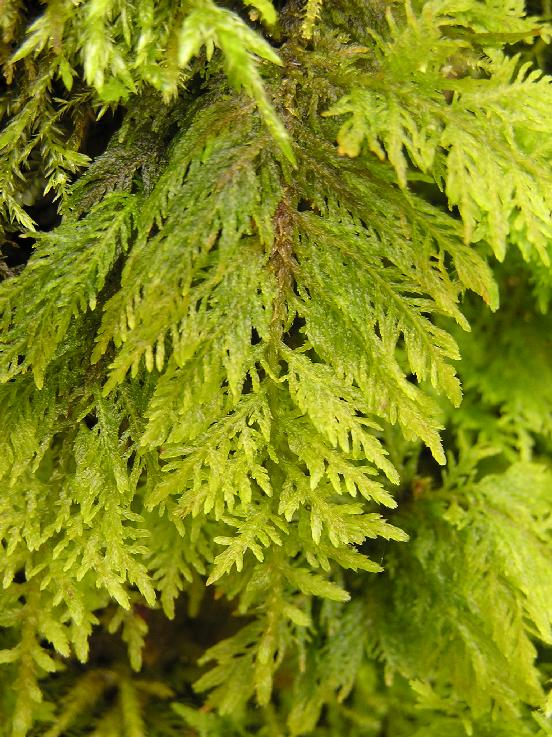
Drievoudig vertakt thujamos (met groene stengel).
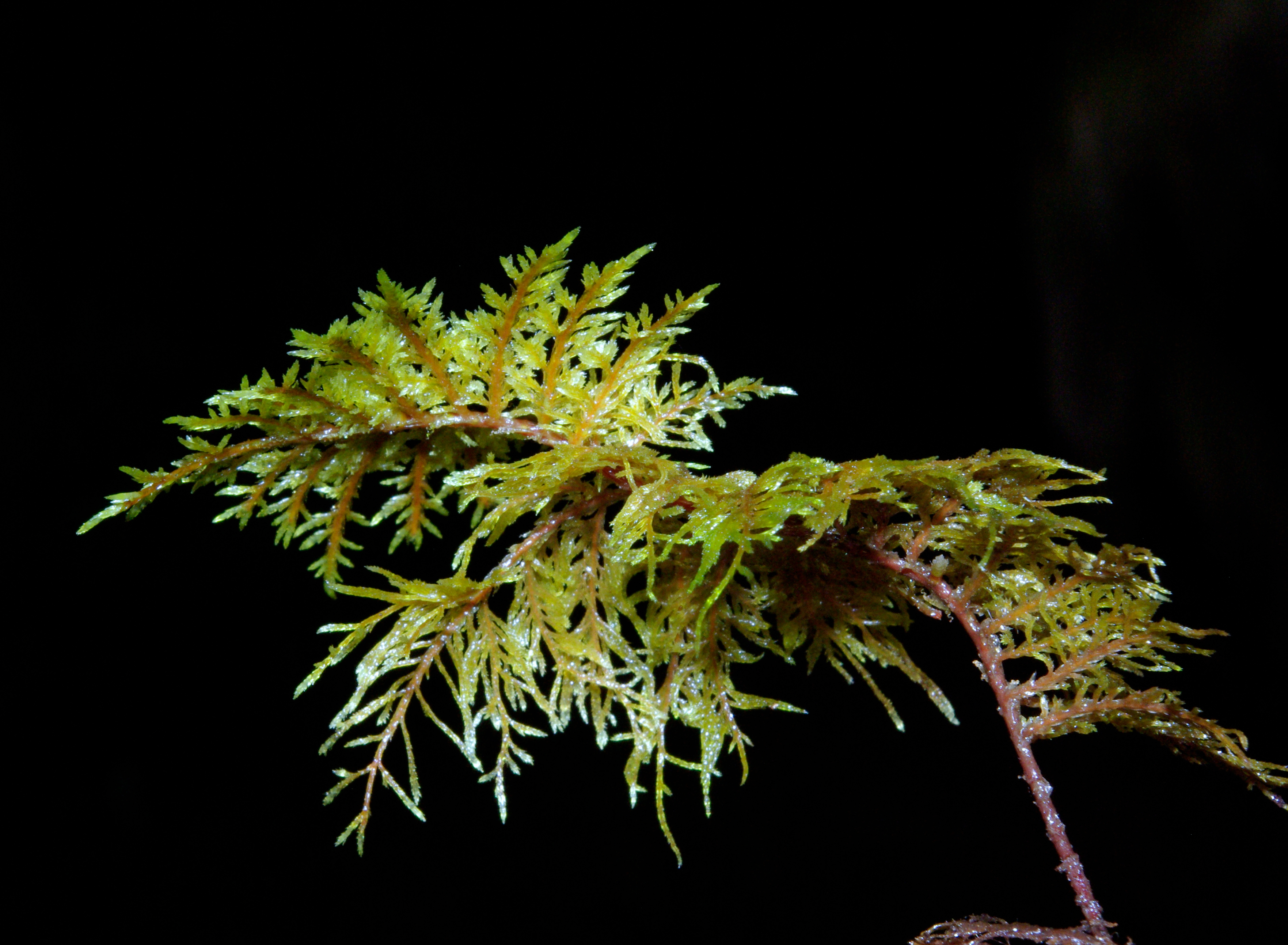
Drievoudig vertakt glanzend etagemos (met "rode" stengel).
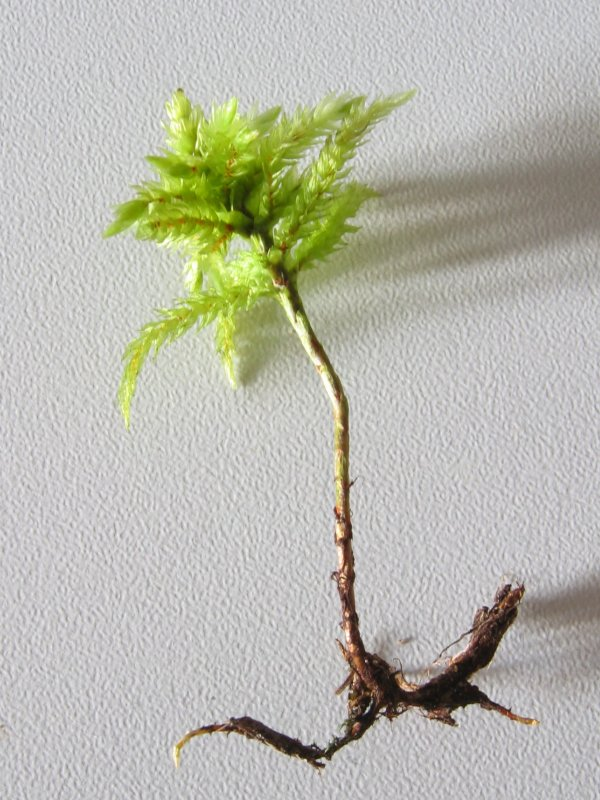
Boompjesmos.

Bij dichotoom vertakte mossen, zoals de topkapselmossen, is het onderscheid tussen stengels en takken niet zo duidelijk, omdat het hier om gelijkwaardige vertakking gaat.

## Bomen

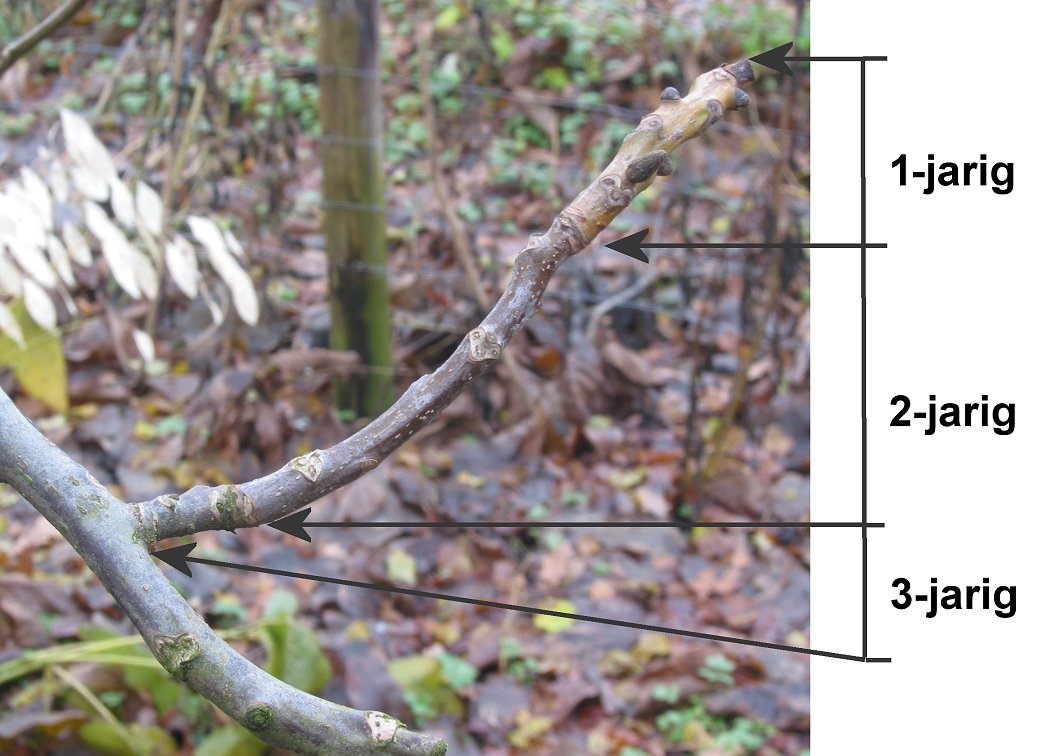
Tak van walnoot

Op de takken staan de blad-, bloem- en eventueel gemengde (bladeren en bloemen in dezelfde knop) knoppen. De knoppen kunnen tegenover elkaar, in kransen of verspreid staan. Aan het eind van de tak staat een eindknop. Officieel is een tak pas een tak als die drie jaar oud is. Daarvoor wordt het een twijg genoemd. Een twijg is dus een een- of tweejarige houtige stengel. Op een boom kunnen kortloten en langloten voorkomen. Een kortlot bestaat uit een aantal dicht op elkaar zittende knopen. Bij een kortlot lijkt het alsof de bladeren en/of bloemen in een bundeltje bij elkaar staan. Op de afbeelding staat zo'n nu drie jaar oud kortlot (het driejarige stukje tak) gevolgd door twee opeenvolgende jaren met langloten (de tweejarige en eenjarige stukjes). Bij een langlot zitten de knopen meer uit elkaar. Bomen met veel kortloten vormen meestal de meeste vruchten, doordat op de kortloten de meeste bloemknoppen zitten.
Bij houtachtige gewassen zijn de twijgen bedekt met een kurklaagje. Daarom zitten op het oppervlak van deze twijgen lenticellen, vergelijkbaar met huidmondjes bij bladeren, waardoor gasuitwisseling door de kurklaag heen toch mogelijk is. Ook kunnen er klieren op de twijg voorkomen, zoals bij de vlier.

### Stam
De stam is het middengedeelte van een plant of boom; hij wordt gedragen door de wortels en draagt zelf de kroon. De stam groeit gewoonlijk verticaal. Als de stam vertakt ontstaat er een boom met meerdere hoofdtakken, ook wel gesteltakken genoemd. Soms kan, als de hoofdtak, ook wel harttak genoemd, afbreekt of de eindknop afsterft, een zijtak de functie van hoofdtak overnemen.

### Zijtak
Een zijtak staat ingeplant op de stam. De zijtak vertakt zich ook weer in zijtakken en die kunnen zich ook weer vertakken. Door verschil in apicale dominantie kan er een meer of minder sterke vertakking optreden. Takken kunnen uitgroeien tot zware gesteltakken, die de boom de vorm geven en hem groter maken.
De takken kunnen afwisselend of in kransen op de stam staan ingeplant. Bij de bomen die bijvoorbeeld tot het geslacht Spar behoren staan de takken in kransen op de stam.

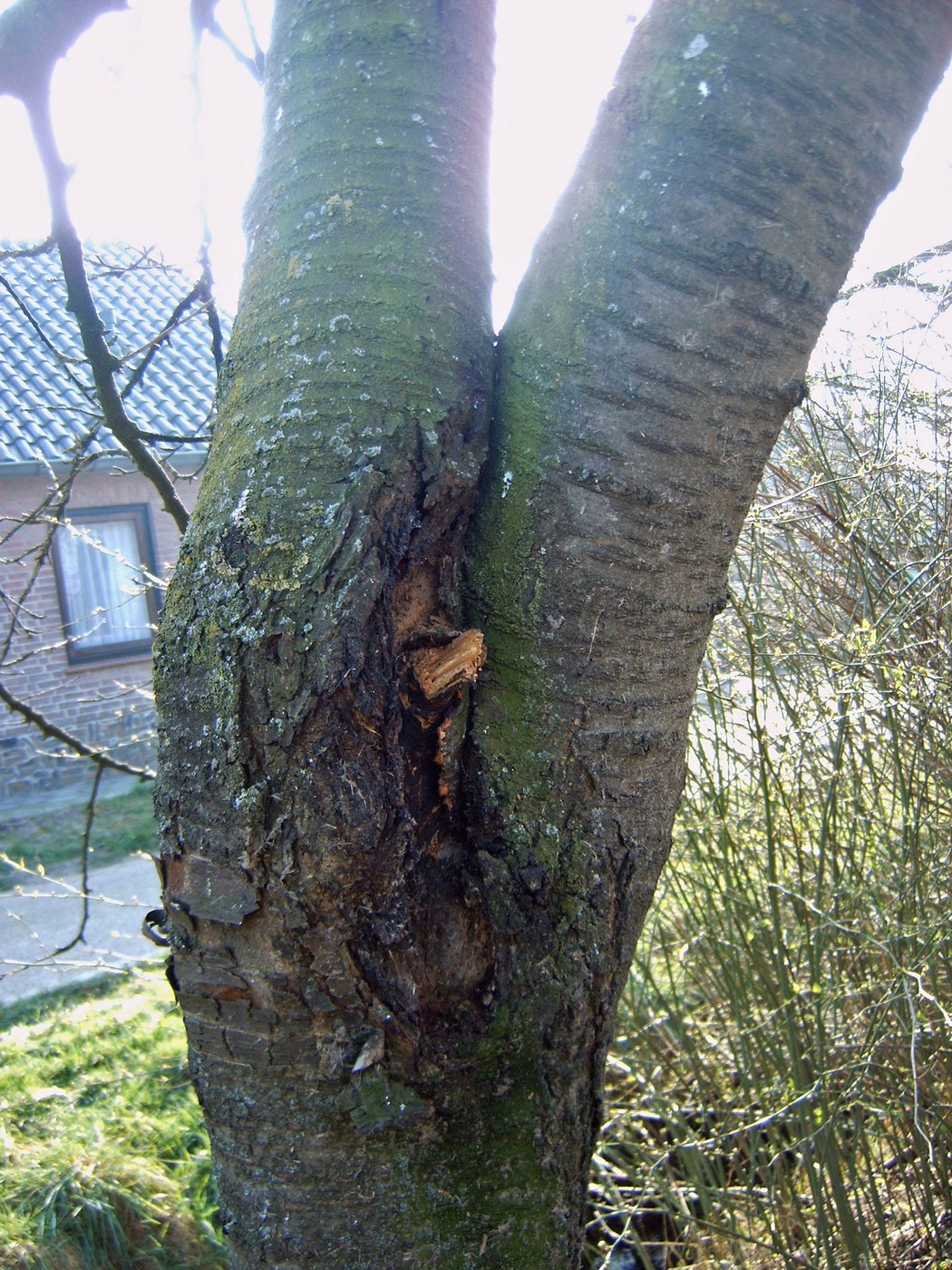
Plakoksel bij een Zoete kers (Prunus avium), waardoor de stam rondom de aanhechting is gaan rotten. Dit kan leiden tot verminderde vitaliteit van de boom.

De zijtakjes van de zijtakken kunnen ook weer op verschillende manieren staan ingeplant. Bij de spar staan ze twee aan twee op de zijtak.

#### Takvorm
Takken kunnen een rechte, kromme, hangende of kronkelende vorm hebben. De schietwilg vormt lange rechte takken en de treurvormen (o.a. treurbeuk, treurwilg) hangende takken. De kronkelwilg en de kronkelhazelaar vormen kronkelende takken.
De twijg kan rond of vierkant van vorm zijn. Van tweejarige twijgen en takken kan de bast al dan niet afschilferend zijn.
Ook kunnen takdoorns op een tak voorkomen, zoals bij de meidoorn.

#### Boomvorm
De inplantingshoek ten opzichte van de stam bepaalt voor een belangrijk deel de vorm van de boom. Bij een zuilvorm staan de takken onder een zeer kleine hoek en bij een ronde vorm onder een hoek van 90°. Een piramidale vorm zit daartussenin.

#### Plakoksel
Bij een plakoksel is een meestal steil naar boven groeiende tak deels met de stam verkleefd. Bastweefsel en schors raken daarbij ingesloten. Naarmate de tak groter en zwaarder wordt verzwakt de aanhechting. Door inwatering kan bovendien rot optreden. Het risico dat de tak daardoor van de stam scheurt wordt met de jaren groter.

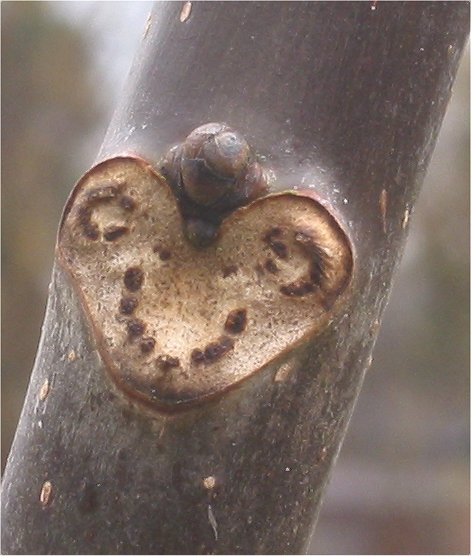
Bladlitteken op eenjarige hoofdtak van de walnoot

### Taksterfte
Bij de groei van een boom kunnen de onderste takken afsterven door gebrek aan licht. Op de grens met de stam wordt dan een afscheidingslaag gevormd voor het tegengaan van het binnendringen van schimmels. Op den duur zal de dode tak afbreken.

### Wondheling
Wonden ontstaan door afbreken, afscheuren of afzagen van takken worden inwendig afgegrendeld en uitwendig overgroeid. Afgrendelen en overgroeien zijn twee verschillende processen die onafhankelijk van mekaar verlopen en beiden het behoud van de boom en het beschermen van het transportweefsel tot doel hebben.

### Bladlitteken
Afgevallen bladeren laten op de tak een bladlitteken achter. In dit litteken zitten één of meer sporen (donkere vlekjes), het bladmerk. Een spoor is het litteken van de vaatbundel. Een bladlitteken zit op een bladkussen dat een verhevenheid van de tak is, waarop het blad was ingeplant. Voor het herkennen van boomsoorten in de winter zijn de verschillen in bladkussens en bladlittekens een belangrijk hulpmiddel.

### Merg

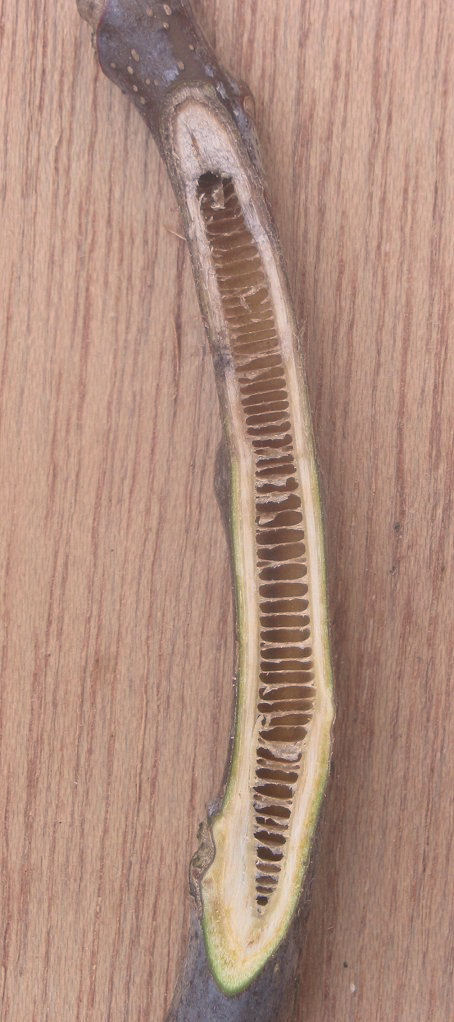
Laddermerg bij tweejarige twijg van de walnoot

Merg is een meestal wit gekleurd weefsel in het centrum van een twijg of tak. De vorm, kleur en dikte van het merg zijn belangrijke winterkenmerken voor het determineren van een boomsoort in de winter.
Bij vlier wordt dit een pit genoemd, die vrij dik is. Het weefsel van de pit is zacht en werd vroeger veel gebruikt voor het snijden van dunne plakjes plantmateriaal, zoals dwarse doorsneden van een blad of stengel, ter bestudering voor onder een microscoop.
Ook kan het merg de vorm hebben van een ladder, zoals bij de walnoot of kan het merg ontbreken, zoals bij de forsythia.
Het merg kan ook in stralen voorkomen. Zo heeft de zwarte populier vijfstralig merg.

### Beworteling
Takken van een aantal boom- of struiksoorten kunnen als zij in contact met de grond komen wortels vormen. Vooral wilgentakken, maar ook populiertakken bewortelen makkelijk. Bij de vegetatieve vermeerdering worden afgesneden takken of delen van takken in de grond gestoken. Ook bij het afleggen bij onder andere de hazelaar ontstaan wortels op het met grond bedekte takdeel.

### Ziekten en beschadigingen
De bast van takken kan aangetast worden door schorskevers.
De dennenscheerder (Tomicus piniperda) holt de twijgen uit, waardoor deze afvallen. Hierdoor lijkt het of een dennenboom geschoren is.
Ook schimmels kunnen takken aantasten, zoals vruchtboomkanker (Nectria galligena) en appelschurftzwam (Venturia inaequalis) bij appel.
Een gevreesde aantasting door bacteriën is bacterievuur (ook wel: perevuur), waar vooral de meidoorn vatbaar voor is, maar ook de peer kan er door worden aangetast.